# Copa da Escócia de 1888–89
A Copa da Escócia de 1888-89 foi a 16º edição do torneio mais antigo do futebol da Escócia. O campeão foi o Third Lanark A.C., que conquistou seu 1º título na história da competição ao vencer a final contra o Celtic F.C., pelo placar de 3 a 0.

## Premiação
| Copa da Escócia de 1888-89            |
| Escócia                               |
| ------------------------------------- |
| Third Lanark A.C. Campeão (1º título) |